# Rocco Palumbo
Rocco Palumbo (* 18. August 1988 in Genua) ist ein professioneller italienischer Pokerspieler. Er gewann 2012 ein Bracelet bei der World Series of Poker und 2013 das Main Event der World Poker Tour.

## Persönliches
Palumbo arbeitete vor seiner professionellen Pokerkarriere als Buchhalter. Er lebt in Genua.

## Pokerkarriere
Palumbo spielt seit Januar 2007 Onlinepoker und nutzt die Nicknames sephirot88 (PokerStars), RoccoGe (PokerStars.IT), RoccoPa (Full Tilt Poker), sephir0t (888poker sowie Americas Cardroom) und sephir0t88 (PokerStars.FR). Bislang erspielte er sich mit Turnierpoker knapp 5 Millionen US-Dollar, wobei der Großteil von mehr als 3 Millionen US-Dollar auf PokerStars gewonnen wurde. Im Jahr 2016 stand Palumbo zeitweise auf dem sechsten Platz des PokerStake-Rankings, das die erfolgreichsten Onlinepoker-Turnierspieler weltweit listet. Seit 2009 nimmt er auch an renommierten Live-Turnieren teil.
Palumbo erspielte sich seine ersten Live-Preisgelder bei kleineren Turnieren in Sanremo und Saint-Vincent. Im Oktober 2011 erreichte er beim Main Event der European Poker Tour (EPT) in Sanremo den Finaltisch und belegte dort den mit 95.000 Euro dotierten siebten Platz. Im Juni 2012 war Palumbo erstmals bei der World Series of Poker (WSOP) im Rio All-Suite Hotel and Casino am Las Vegas Strip erfolgreich und kam bei zwei Turnieren in die Geldränge. Dabei gewann er ein Event der Variante No Limit Hold’em und sicherte sich ein Bracelet sowie eine Siegprämie von rund 465.000 US-Dollar. Das Main Event der World Poker Tour (WPT) in Venedig entschied er Ende März 2013 ebenfalls für sich, was ihm den Hauptpreis von 140.000 Euro einbrachte. Im Mai 2013 wurde Palumbo beim WPT-Main-Event im Hotel Bellagio am Las Vegas Strip Achter und erhielt mehr als 100.000 US-Dollar. Bei der EPT in Monte-Carlo belegte er im Mai 2015 einen zweiten und einen ersten Platz und sicherte sich dadurch Preisgelder von über 110.000 Euro. Mitte Dezember 2015 beendete Palumbo das EPT High Roller in Prag als Siebter, was mit rund 100.000 Euro bezahlt wurde. Auf Malta belegte er Ende Oktober 2016 bei einem EPT-Event den zweiten Platz und erhielt aufgrund eines Deals mit zwei anderen Spielern ein Preisgeld von knapp 140.000 Euro.
Insgesamt hat sich Palumbo mit Poker bei Live-Turnieren mehr als 2 Millionen US-Dollar erspielt.